# Église Saint-Michel de Cabrenys
Pour les articles homonymes, voir Saint-Michel.
L'église Saint-Michel de Cabrenys (ou Cabrens, Cabrenç) est une ancienne église romane dont les ruines se trouvent sur le site du Château de Cabrenç, à la limite des communes de Serralongue et Lamanère, dans le département français des Pyrénées-Orientales.